# Ceraukstes pagasts
Ceraukstes pagasts er en territorial enhed i Bauskas novads i Letland. Pagasten havde 1.926 indbyggere i 2010 og omfatter et areal på 67,62 kvadratkilometer. Hovedbyen i pagasten er Ceraukste.